# Lexington, Oregon
Lexington är en ort i Morrow County i Oregon. Vid 2010 års folkräkning hade Lexington 238 invånare.